# Randy Foye
Randy Foye (Newark-NJ, 24 de Setembro de 1983) é um basquetebolista norte-americano, que atualmente joga pelo Brooklyn Nets.
Em junho de 2006, foi constatado que Randy é portador de Situs inversus. Porém, a princípio, isso não irá prejudicar a sua carreira.

## Conquistas

### Individuais
- NCAA AP All-America First Team (2006)
- NBA All-Rookie First Team (2007)

## Estatísticas

### Temporada regular
| Ano     | Equipe        | PR  | PT  | MPP  | %TC  | %3P  | %TL  | RPP | APP | ROB | TPP | PPP  |
| ------- | ------------- | --- | --- | ---- | ---- | ---- | ---- | --- | --- | --- | --- | ---- |
| 2006–07 | Minnesota     | 82  | 12  | 22.9 | .434 | .368 | .854 | 2.7 | 2.8 | .6  | .3  | 10.1 |
| 2007–08 | Minnesota     | 39  | 31  | 32.3 | .429 | .412 | .815 | 3.3 | 4.2 | .9  | .1  | 13.1 |
| 2008–09 | Minnesota     | 70  | 61  | 35.6 | .407 | .360 | .846 | 3.1 | 4.3 | 1.0 | .4  | 16.3 |
| 2009–10 | Washington    | 70  | 38  | 23.8 | .414 | .346 | .890 | 1.9 | 3.3 | .5  | .1  | 10.1 |
| 2010–11 | L.A. Clippers | 63  | 24  | 24.6 | .388 | .327 | .893 | 1.6 | 2.7 | .8  | .3  | 9.8  |
| Total   |               | 324 | 166 | 27.3 | .414 | .361 | .862 | 2.5 | 3.4 | .7  | .2  | 11.8 |

### Playoffs
| Ano    | Equipe        | PR | PT | MPP  | %TC  | %3P  | %TL  | RPP | APP | ROB | TPP | PPP |
| ------ | ------------- | -- | -- | ---- | ---- | ---- | ---- | --- | --- | --- | --- | --- |
| 2012   | L.A. Clippers | 11 | 11 | 26.5 | .392 | .438 | .846 | 2.0 | 1.5 | .6  | .3  | 7.5 |
| Career |               | 11 | 11 | 26.5 | .392 | .438 | .846 | 2.0 | 1.5 | .6  | .3  | 7.5 |